# Hilde Krahl
Hilde Krahl (Brod, 10 de enero de 1917-Viena, 28 de junio de 1999) fue una actriz cinematográfica austríaca. Su verdadero nombre era Hildegard Kolačný, y nació en Brod, Austria-Hungría (actual Slavonski Brod, Croacia). A lo largo de su carrera actuó en más de 70 producciones entre 1936 y 1994.
En 1944 se casó con Wolfgang Liebeneiner, con el que tuvo una hija, también actriz, Johanna Liebeneiner.

## Selección de su filmografía
- Dunia, La novia eterna (Der Postmeister), de Gustav Ucicky
- Komödianten (1941)
- Großstadtmelodie (1943)
- Liebe 47 (1949)
- Der Weibsteufel (1952)
- Herz der Welt (1952)
- 1. April 2000 (1952)
- Die Mücke (1954)
- Ewiger Walzer (1954)
- Kinder, Mütter und ein General (1955)
- Das Glas Wasser (1960)
- Derrick - Temporada 3, Episodio 9: "Ein unbegreiflicher Typ" (1976)